# لارين باراسكي
لارين باراسكي (Larin Paraske؛ لمبآلا، 27 ديسمبر 1833 - متسابيرتي، 3 يناير 1904) شاعرة شفوية إيزورية. تعتبر شخصية رئيسية في الشعر الشعبي الفنلندية وأطلق عليها «منيموسيني الفنلندية». شمل مستمعوها الكـُثر العديد من فناني القومية الرومانسية مثل جان سيبيليوس، باحثين عن الإلهام من تفسيراتها للكاليفالا، وهي قصيدة ملحمية تم تجميعها من الفلكلور الفنلندي بواسطة إلياس لونروت.

## روابط خارجية
- لارين باراسكي على موقع ديسكوغز (الإنجليزية)